# Patrick Werner
Pour les articles homonymes, voir Werner.
Patrick Werner (né en 1950) est un dirigeant de sociétés et haut fonctionnaire français.

## Biographie
Né le 24 mars 1950 à Nancy, frère de François Werner, Patrick Werner est licencié ès sciences économiques et en histoire, diplômé d'études supérieures en droit public et de l'Institut d'études politiques de Paris (promotion 1971), et ancien élève de l'École nationale d'administration (promotion Guernica, 1974-1976).
Il est considéré comme le « père » de La Banque postale,,.